# Robert Ier (archevêque de Nazareth)
Pour les articles homonymes, voir Robert Ier.
Robert Ier, mort en 1153, était archevêque de Nazareth, dans le royaume de Jérusalem, de 1138 jusqu'à sa mort.

## Biographie
Robert apparaît pour la première fois dans les documents historiques en 1138, lorsqu'il assista à deux cérémonies, en tant qu'archevêque élu, de remise de diplômes du roi Foulques V d'Anjou. Il succéda à l'archevêque Guillaume Ier. L'archevêque de Nazareth détenait un fief de la couronne, distinction que seul l'évêque de Lydda partageait, et avait donc le droit de siéger à la Haute cour de Jérusalem. Cela permit à Robert de participer activement à la vie politique du royaume. En 1140-1141, il se trouvait à Tripoli, peut-être pour y accueillir Albéric d'Ostie, légat pontifical qui revenait d'Antioche avec le patriarche latin de Jérusalem, Guillaume de Messines, après avoir déposé le patriarche latin d'Antioche, Raoul de Domfront.
Comme Robert a été témoin de plusieurs chartes que la reine Mélisende de Jérusalem a émises sans référence au roi Baudouin III, il est possible qu'il se soit rangé du côté de la mère dans sa lutte pour le pouvoir contre son fils. Il a également été témoin plus tard des diplômes du roi Baudouin.
Robert s'opposa à la concession de l'église paroissiale de Ligio par l'évêque Bernard à l'abbaye Sainte-Marie de la vallée de Josaphat, car cela privait la paroisse de sa juridiction effective. Il nomma son propre chapelain, officiellement pour célébrer la messe pour l'âme de Guillaume Ier de Bures, mais lui accorda ensuite les pleins droits de curé et interdisit aux moines d'exercer leurs fonctions pastorales. Cela provoqua des conflits, notamment un incident violent lorsque le clerc du chapelain agressa un prêtre de Josaphat alors que ce dernier célébrait la messe. Le conflit entre l'archevêque et l'abbé de Josaphat resta sans solution jusqu'en 1161.
En 1147, lorsque le roi Baudouin mena l'armée chrétienne pour tenter de s'emparer de Bosra et de la plaine du Hauran, Robert l'accompagna, portant la Vraie Croix,. L'armée marcha lentement, car elle manquait d'eau et était encerclée par des forces turques hostiles. Après plusieurs jours, elle arriva en vue de Bosra et apprit qu'elle était déjà occupée par les Turcs. Sur le chemin du retour, l'armée dut faire face à des incendies de cultures et de broussailles allumés par les Turcs. Le chroniqueur Guillaume de Tyr rapporte que les chrétiens ne furent sauvés que lorsque Robert leva la Vraie Croix contre les flammes, changeant ainsi la direction du vent. Cependant, Ibn al-Qalanisi écrivit que les Turcs avaient été empêchés de les attaquer davantage. En 1148, Robert participa au concile d'Acre, où les dirigeants du royaume et d'autres participants à la deuxième croisade coordonnèrent l'attaque sur Damas. En 1153, Robert mena ses chevaliers au siège d'Ascalon et il mourut peu après la chute de la ville. Il fut remplacé par Létard Ier.